# Hyèvre-Magny
Hyèvre-Magny är en kommun i departementet Doubs i regionen Bourgogne-Franche-Comté i östra Frankrike. Kommunen ligger i kantonen Baume-les-Dames som tillhör arrondissementet Besançon. År 2022 hade Hyèvre-Magny 63 invånare.

## Befolkningsutveckling
Antalet invånare i kommunen Hyèvre-Magny
Referens:INSEE